# C/2023 A3 (Tsuchinshan-ATLAS)
C/2023 A3 (Tsuchinshan-ATLAS) är en komet som upptäcktes den 9 januari 2023 av Zijinshan-observatoriet i Kina. Senare meddelades det att den troligtvis kommer bli synlig på norra jordklotet för det blotta ögat. Kometen når jordens närhet med 80 000 års mellanrum. Den har en diameter av ungefär 2 km.

## Upptäckten
Ett kosmiskt objekt hittades med ett schmidtteleskop vid Zijinshan-observatoriet i provinsen i Jiangsu Kina. Det klassificerades först som en asteroid och den 22 februari observerades både koma och svans så att objektet fick status som komet. Undersökningar av gammalt filmmaterial visade att objektet redan var avbildat på bilder som togs den 9 april 2022 av Pan-STARRS i Hawaii, på foton från Cerro Tololo Inter-American Observatory i Chile och på material från Palomarobservatoriet i Kalifornien.
Beräkningar av kometens bana och ljusstyrka visade att den troligtvis blir synlig med blotta ögat. C/2023 A3 kommer från Oorts kometmoln och den har en lång omloppsbana.

## Synligheten
Fram till slutet av september 2024 var kometen synlig från södra jordklotet. På norra halvklotet ökar synligheten från 13 oktober fram till 25 oktober. Det minsta avståndet till solen uppnåddes enligt beräkningarna den 11 oktober. I början av oktober syns kometen vid midnatt i stjärnbilden Lejonet. Den vandrar sedan över stjärnbilderna Jungfrun och Ormen till Ormbäraren.